# 서쪽

서쪽을 가리키는 나침반 바늘

서쪽(西-)은 태양이 지는 방향으로 동쪽의 반대 방향이며 남쪽과 북쪽의 사이 방향이다. 북쪽을 0°로 하였을 때 시계방향으로 270° 방향이다.
뱃사람들은 '서풍'을 '갈바람'이라하고, 경남 방언으로 '서쪽'은 '갈짝'이다.
| 16방위표 | 16방위표 | 16방위표 | 16방위표 | 16방위표 |
| -------- | -------- | -------- | -------- | -------- |
| 북서     | 북북서   | 북       | 북북동   | 북동     |
| 서북서   | 중       | 중       | 중       | 동북동   |
| 서       | 중       | 중       | 중       | 동       |
| 서남서   | 중       | 중       | 중       | 동남동   |
| 남서     | 남남서   | 남       | 남남동   | 남동     |

## 같이 보기
- 서풍

1. ↑  '가다'는 '죽다', '상하거나 변질되다' 등의 뜻을 가지고 있기 때문에 '동쪽'의 고유어 '새'와는 반대되는 뜻을 내포하고 있다.